# Henry Anderson
Henry F. Anderson III ist ein Spezialeffektkünstler.

## Leben
Anderson studierte am California Institute of the Arts. Er begann seine Karriere 1991 mit dem Fernseh-Animations-Kurzfilm The Last Halloween, wofür er im darauf folgenden Jahr mit einem Emmy ausgezeichnet wurde. Er arbeitete an drei Spielfilmen als Animationsleiter und war als Berater bei der Produktion des Computeranimationsfilms Flutsch und weg tätig.
Neben der Tätigkeit beim Film arbeitete Anderson hauptsächlich im Bereich Werbung, seine Werbespots wurden mit zahlreichen Clio Awards und Annie Awards ausgezeichnet. Unter anderem arbeitete er für DreamWorks, Digital Domain und Pixar. Er war als Dozent an seiner Alma Mater tätig und ist Mitglied der Academy of Motion Picture Arts and Sciences und der Academy of Television Arts and Sciences.
2000 war er für Rob Minkoffs Familienfilm Stuart Little gemeinsam mit Eric Allard, John Dykstra und Jerome Chen für den Oscar in der Kategorie Beste visuelle Effekte nominiert, die Auszeichnung in diesem Jahr ging jedoch an den Science-Fiction-Film Matrix. Für Stuart Little war er zudem für den Saturn Award und den Satellite Award nominiert, gewinnen konnte er jedoch nur letzteren.

## Filmografie (Auswahl)
- 1997: Mäusejagd (MouseHunt)
- 1999: Stuart Little
- 2006: Flutsch und weg (Flushed Away)
- 2011: Gnomeo & Julia (Gnomeo and Juliet)

## Auszeichnungen (Auswahl)
- 2000: Oscar-Nominierung in der Kategorie Beste visuelle Effekte für Stuart Little